# Motorola 68HC05

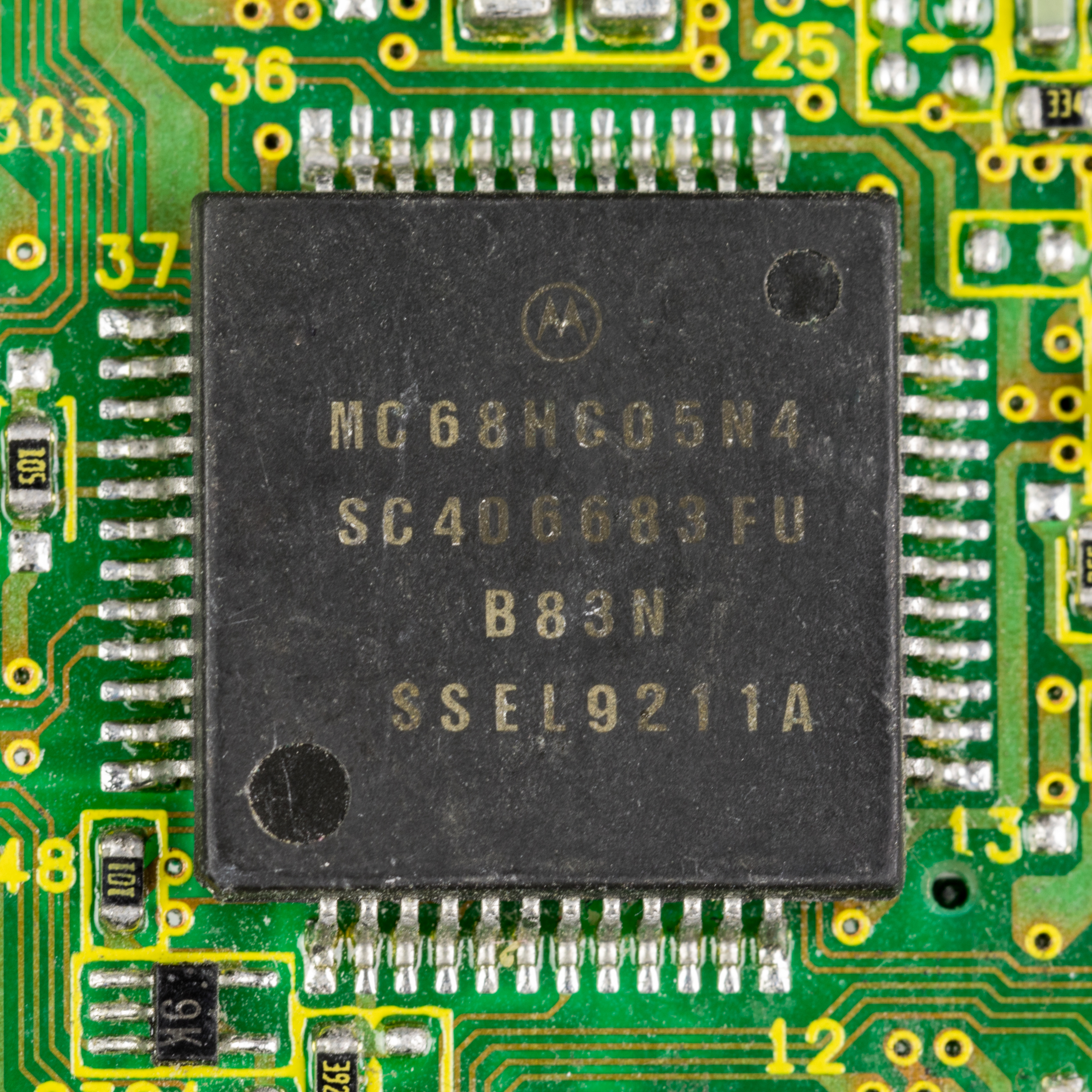
Motorola MC68HC05N4

68HC05 bezeichnet eine Microcontrollerfamilie von Motorola (heute Freescale).
Basierend auf einem einheitlichen, vom Motorola 6800 abgeleiteten Prozessorkern entwickelte Motorola den 68HC05 zu einer Familie mit über 250 Varianten. Durch die auf dem CMOS-Prozess basierenden 68HC05 wurde die 6805-Familie abgelöst.
Die 68HC05-Mikrocontroller existieren in Varianten mit ROM, EPROM und Flash-Speicher und mit unterschiedlichsten Ausstattungen an Peripherie. Ein Teil der Chips wird heute noch von Freescale produziert, da diese Chips häufig in industriellen Anwendungen eingesetzt wurden, die über sehr lange Zeiträume produziert werden. Neue Chips auf Basis der 68HC05 werden seit einigen Jahren nicht mehr entwickelt, die 68HC05-Familie ist durch die 68HC08 Familie ersetzt worden.
Die verschiedenen Varianten der 68HC05 werden durch eine an das „MC68HC05“ angehängte Buchstaben-/Zahlenkombination identifiziert, die teilweise auch die Zugehörigkeit zu einer Unterfamilie kennzeichnet. Zudem wird die Variante des Programmspeichers dadurch angegeben, dass Chips mit ROM als „MC68HC05xxx“, solche mit EPROM als „MC68HC705xxx“ und mit FLASH als „MC68HC805xxx“ bezeichnet werden. Der MC68HC705C8A ist ein relativ häufig eingesetzter Chip mit EPROM.
Neben Motorola produzierte auch Hitachi einige Varianten des 68HC05.